# 泰普利克區

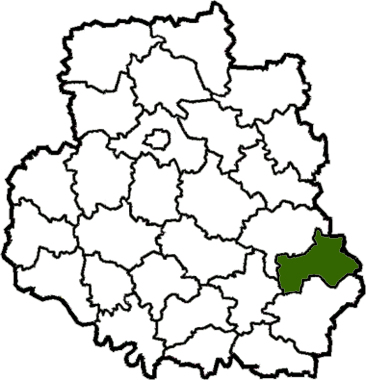

48°40′N 29°45′E / 48.667°N 29.750°E
泰普利克區是位於烏克蘭西南部文尼察州的舊區，首府設於捷普利克，並於2020年被撤銷。該區面積810平方公里，2015年人口28,890，人口密度每平方公里35.67人。